# Kanton Marseille-7
Marseille-7 is een kanton van het Franse departement Bouches-du-Rhône. Het kanton maakt deel uit van het arrondissement Marseille. In 2018 telde het 81.111 inwoners.
Het kanton omvat uitsluitend een oostelijk deel van de gemeente Marseille.